# Dinàmica relativista
La dinàmica relativista es refereix a una combinació de conceptes relativistes espaciotemporals que descriuen les relacions entre el moviment i les propietats d’un sistema relativista i les forces que actuen sobre el sistema. Apareix amb la teoria de la Relativitat (Einstein, 1905) que va redefinir les relacions bàsiques d'espai i temps, així com la variació de la massa en funció de la velocitat, qüestió fonamental per a obtenir la relació d'equivalència general entre massa i energia: E = M c².
Aquesta variació de la massa ocasiona resultats ben diferents entre la dinàmica clàssica i la relativista.

## Dinàmica newtoniana
Amb la invenció del Càlcul Diferencial (Isaac Newton, 1666) obté el tractament de la nova Mecànica newtoniana:
```
F = m · a
 a = ∂v/∂t v = ∂e/∂t
```

```
P = m · v ∂P = 
m ∂v = F ∂t
```

## Dinàmica relativista
Un concepte central en Relativitat és la variació de la massa inercial, conseqüència de les transformacions espaciotemporals de Lorentz, deduïdes per Einstein en la teoria de la Relativitat Especial: 
```
massa en repòs
: m
```

```
massa inercial
:
 M = ɣ m 
 ɣ = (1 – v²/c²)
-1/2
```

Desenvolupament de  ∂P = ∂(M v)
```
∂P = ∂M v + M ∂v = m ∂ɣ v + ɣ m ∂v = m (ɣ' ∂v v + ɣ ∂v) = m ∂v (ɣ' v + ɣ) 
```

Calculem el terme:  ɣ' v + ɣ 
Com que: ɣ' = -1/2 (1 – v²/c²)-3/2 (-2 v/c²) = ɣ³ v/c²
```
ɣ' v + ɣ
 = ɣ³ v²/c² + ɣ = ɣ (ɣ² v²/c² + 1) = ɣ (c²/(c² - v²) v²/c² + 1) =
```

```
= ɣ (v²/(c² - v²) + 1) = ɣ (v² + c² - v²)/(c² - v²)) = ɣ c²/(c² - v²)) = ɣ ɣ² = ɣ³
```

Per tant, s'obté:
```
 ∂P = m ɣ³ ∂v = M ɣ² ∂v
 (1)
```

Ara s'aïlla ∂v/∂t igualant 1 i l'equació de Newton ∂P = F ∂t:
```
 ∂v/∂t = F/(M ɣ²)
 (2)
```

Hem obtingut l'equació anàloga en la dinàmica no relativista:
```
a = F/(M ɣ²) = F/M (1 – v²/c²)
```

### Energia relativista
Es veu l'expressió de l'energia cinètica aïllant F en 2:
```
E
 = ʃ F ∂e = ʃ M ɣ² ∂v/∂t ∂e =
```

```
=ʃ
v
 m ɣ³ ∂e/∂t ∂v = m ʃ
v
 ɣ³ v ∂v =
```

```
= m ʃ
v
 (1 – v²/c²)
-3/2
 v ∂v = -c²/2 m ʃ
v
 (1 – v²/c²)
-3/2
 (-2v/c²) ∂v =
```

```
= -2 (-c² m)/2 [(1 – v²/c²)
-1/2
]
o
v
 = m c² (ɣ – 1) =
```

```
= m ɣ c² – m c² = M c² – m c² =
```

```
= 
(M – m) c²
```

Aquest resultat va disparar la intuïció del genial físic Albert Einstein, adonant-se que tota forma d'energia tenia idèntica expressió: equivalència general d'energia i massa.
```
Més tard copsaria la importància de la reformulació de la teoria de la 
Relativitat Especial
 que va fer el genial 
geòmetra
 
Hermann Minkowski
: rotacions ortogonals en mètrica pseudo-euclídia
.
```

Finalment, s'enfrontaria a la tasca de formular la gravitació generalitzant la idea de Minkowski en la geometria no-euclídia del genial matemàtic Bernhard Riemann: mètrica pseudo-riemaniana, en què s'interpreta la gravitació en termes de curvatura de l'espai-temps. Hermann Minkowski havia mort prematurament, però la col·laboració del seu col·lega, el matemàtic David Hilbert, amb Einstein seria clau en la formulació final del tractament geomètric de la gravitació: Relativitat General.